# Guasuctenus
Genre
Guasuctenus est un genre d'araignées aranéomorphes de la famille des Ctenidae.

## Distribution
Les espèces de ce genre se rencontrent au Brésil et en Uruguay.

## Liste des espèces
Selon World Spider Catalog (version 20.0, 11/07/2019) :
- Guasuctenus longipes (Keyserling, 1891)
- Guasuctenus vittatissimus (Strand, 1916)

## Publication originale
- Polotow & Brescovit, 2019 : Guasuctenus gen. nov., a new Neotropical spider genus of Ctenidae (Araneae). Zootaxa, no 4624(4), p. 539-550.